# Astragalus korotkovae
Astragalus korotkovae är en ärtväxtart som beskrevs av Rudolf V. Kamelin och S.S. Kovalevskaja. Astragalus korotkovae ingår i släktet vedlar, och familjen ärtväxter. Inga underarter finns listade i Catalogue of Life.